# راثول، لینکلن‌شر
راثول (به انگلیسی: Rothwell) یک روستا و محله مدنی در بریتانیا است که در West Lindsey واقع شده‌است. راثول ۲۲۶ نفر جمعیت دارد.